# Ephemerum nervosum
Ephemerum nervosum là một loài rêu trong họ Ephemeraceae. Loài này được Dixon Schelpe mô tả khoa học đầu tiên năm 1979.